# Hiroshi Takashige
Hiroshi Takashige (たかしげ 宙 Takashige Hiroshi?) (Ōta, Tokio 2 de noviembre de 1964) es un artista de manga japonés más conocido en varias comunidades de manga en Japón y en el extranjero por su trabajo en Spriggan y más tarde en Hasta que la muerte nos separe. En 1996, fue invitado de honor con su colega Ryōji Minagawa; colaborador de Spriggan en una convención de cómics en Portugal. Posteriormente trabajaron juntos en el manga Kyo.